# 枝角目
枝角目（學名：Cladocera）是甲殼亞門之下的一個目，为細小的水蚤類生物，共約620個已辨識的物種。本目原為鳃足纲葉足亞綱双甲目（Diplostraca）之下的一個亞目，隨着雙甲目獲提升成為双甲下纲，枝角亞目亦提升成為枝角目。
儘管現時本目之下有近千個已辨識的物種，由於其體積細小，至今仍有不少物種未為辨識。這些生物在內陸的水體很常見，但罕見於海洋。其體積長約0.2～6.0 mm，有一個往下的頭，及一幅幾乎把沒有節的喉部及腹部覆蓋的頭胸甲。有一顆置中的複眼。

## 生命週期
除了少數完全依靠無性繁殖的物種以外，本目其他物種主要時期都是採取無性繁殖，但在特定時期會採取有性繁殖的生命週期，被稱為週期性孤雌生殖。這一套週期性的生殖系統於二疊紀演化出來，就是枝角目物種開始湧現的時期。

## 分類

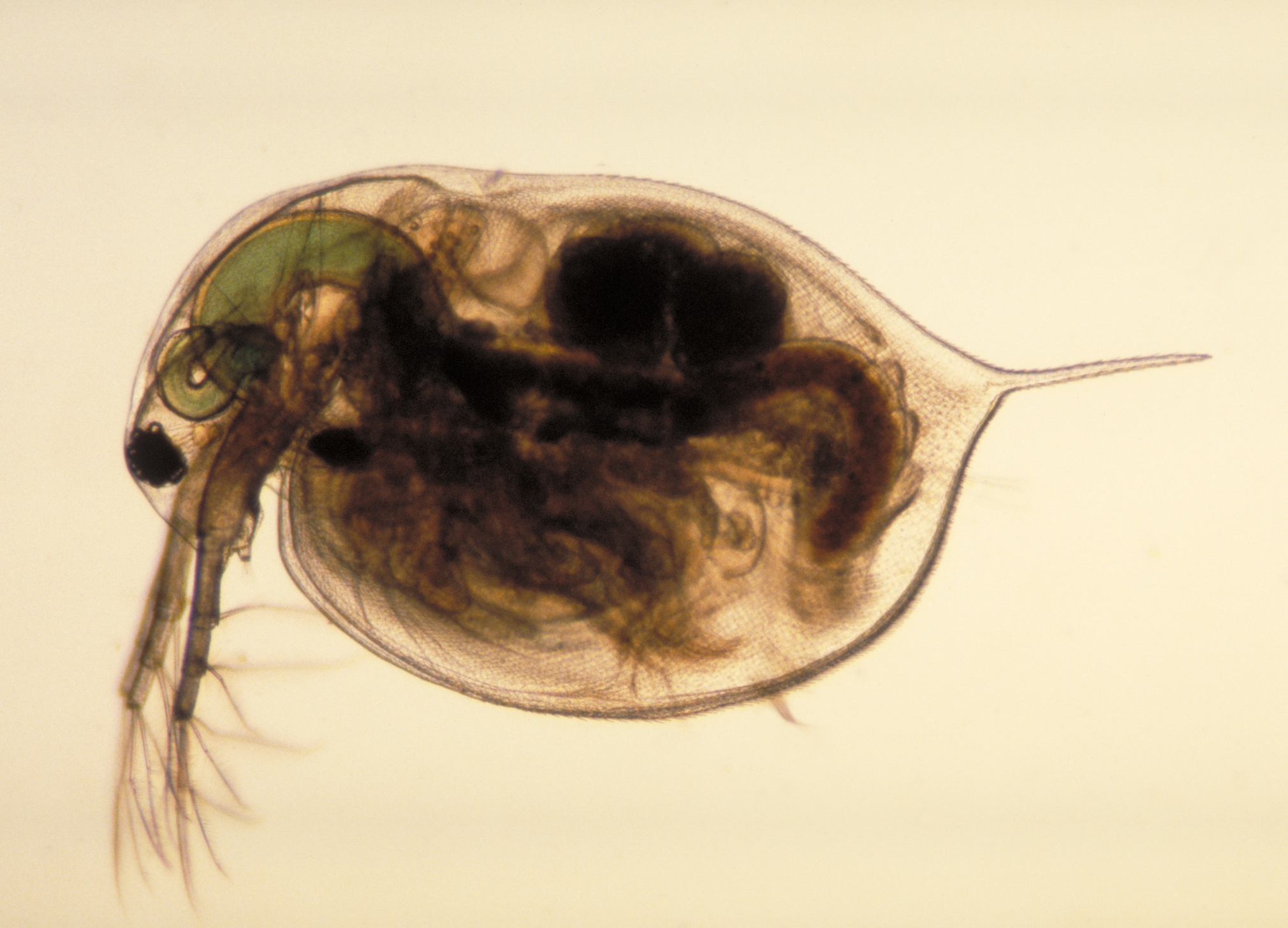
Daphnia magna

枝角目是鰓足綱之下的一個目，是一個單系群。本目有四個亞目，都是由原來的四個下目升級而成；11個科合共有620個屬，但仍有不少未描述的物種。單單是溞科之下的水蚤屬，就已經有約150個物種。
分類的詳細如下：
- 櫛足亞目 Ctenopoda Sars, 1865
  - 单肢溞科 Holopediidae Sars, 1865
  - 仙达溞科 Sididae Baird, 1850
- 異足亞目 Anomopoda Stebbing, 1902
  - 象鼻溞科 Bosminidae Baird, 1845
  - 盘肠溞科 Chydoridae Stebbing, 1902
  - 溞科 Daphniidae Straus, 1820
  - Gondwanotrichidae Van Damme et al., 2007[3][4]
  - 粗毛溞科 Macrothricidae Norman & Brady, 1867
- 鉤足亞目 Onychopoda Sars, 1865
  - 长棘溞科 Cercopagididae Mordukhai-Boltovskoi, 1968
  - 圆囊溞科 Podonidae Mordukhai-Boltovskoi, 1968
  - 大眼溞科 Polyphemidae Baird, 1845
- 單足亞目 Haplopoda Sars, 1865
  - 薄皮溞科 Leptodoridae Lilljeborg, 1900

### WoRMS分類
另外WoRMS把本目再往上提升至總目級成為枝角總目，其下的四個亞目除了被提升至目級，雙甲下綱的另外三個目也合併進來，使雙甲下綱成為了枝角總目的異名。

## 外部連結
- 維基物種上的相關：枝角目
- Waterflea.org – a community resource for cladoceran biology
- Cladocera – Guide to the Marine Zooplankton of South Eastern Australia